# Преображенский завод
Преображенский завод — медеплавильное предприятие Оренбургской губернии у реки Зилаир. Градобразующее предприятие. Вокруг завода, где работало до 650 заводских крестьян и мастеровых, выросло одноимённое поселение Преображенский завод (другое название - Преображенское), сейчас село Зилаир. Построен в 1750 году И. Б. Твердышевым и И. С. Мясниковым.
Жители села Преображенский Завод в октябре 1773 года примкнули к Пугачёвскому восстанию и до начала апреля 1774 года удерживали его в своих руках. В конце мая башкиры-повстанцы разрушили и сожгли производственные здания и сооружения, вывели из строя оборудование. Восстановительные работы продолжались более двух лет и лишь осенью 1776 года завод возобновил выпуск продукции.
В 1783 году Г. И. Бибиков продал Преображенский завод Дмитрию Кузьмичу Крашенинникову, именитому гражданину Оренбурга, родному брату Натальи Кузьминичной. В 1789 году тот продал завод московскому именитому гражданину Петру Михайловичу Гусятникову за 200 тыс. рублей.